# Ivo Pinto
Ivo Daniel Ferreira Mendonça Pinto (Lourosa, Aveiro, Portugal, 7 de enero de 1990) es un futbolista portugués. Juega de defensa y su equipo es el Fortuna Sittard de la Eredivisie de los Países Bajos.

## Trayectoria

### Portugal
Comenzó su carrera en las inferiores de tres clubes, incluyendo seis años en el Boavista FC. En 2008 se unió al FC Porto, donde se volvió profesional. 
Debutó con el Porto el 4 de febrero de 2009, cuando entró al minuto 88 por Andrés Madrid en la derrota 1-4 de visita ante el Sporting Clube de Portugal en la Copa de Portugal.
Pasó periodos de préstamo al Gil Vicente FC, Vitória FC y SC Covilhã.
En el verano de 2011, Pinto fichó por el Rio Ave F.C., aunque no debutó con el equipo, y fue enviado a préstamo al U.D. Leiria. Fue un regular en el equipo, pero durante la campaña el club descendió de categoría.

### Cluj
Pinto pasó el siguiente año en Rumania, en el CFR Cluj. Su debut fue el 14 de julio de 2012 contra el FC Dinamo București en la Supercopa de Rumania.
Debutó en la Liga de Campeones de la UEFA el 1 de agosto de 2012, jugando los 90 minutos ante el FC Slovan Liberec en la victoria 1-0 de la fase de grupos.

### Dinamo Zagreb
El 30 de junio de 2013, Pinto fue transferido al Dinamo Zagreb por €3 millones, donde firmó por cuatro años.
Durante sus dos años y medio en el club, jugó 112 encuentros en todas las competiciones con el club, y ganó el torneo local tres veces.

### Norwich City
Pinto llegó al Norwich City inglés el 8 de enero de 2016, por una transferencia libre reportada de £2.2 millones. Debutó en la Premier League 15 días después, jugando los 90 minutos en la derrota 4-5 de local ante el Liverpool.
Anotó su primer gol para el Norwich el 24 de septiembre de 2016 al Burton Albion en Carrow Road.
El club regresó a la Premier League luego de ganar la EFL Championship 2018-19, aunque Ivo solo jugó tres encuentros por el campeonato, cinco juegos contando los de copa.

### Regreso al Dinamo Zagreb
Regresó al Dinamo el 10 de mayo de 2019, firmando un contrato por tres años.

### Cesiones
El 7 de enero de 2020 el F. C. Famalicão hizo oficial su llegada hasta final de temporada en calidad de préstamo. El 29 de agosto fue cedido al Rio Ave F. C. Un año después fue el Fortuna Sittard quien logró su cesión.

## Selección nacional
Ha representado a Portugal en categorías inferiores, incluidos seis encuentros con la sub-21. Fue llamado a la absoluta por Fernando Santos en octubre de 2014, pero no debutó.

## Estadísticas

### Clubes
Actualizado al último partido disputado el 30 de octubre de 2018.
| Club                                                                                      | Div.          | Temporada     | Liga  | Liga  | FA Cup | FA Cup | League Cup | League Cup | Otras(1) | Otras(1) | Total | Total |
| Club                                                                                      | Div.          | Temporada     | Part. | Goles | Part.  | Goles  | Part.      | Goles      | Part.    | Goles    | Part. | Goles |
| Porto Portugal                                                                            | 1.ª           | 2008-09       | 0     | 0     | 0      | 0      | 1          | 0          | 0        | 0        | 1     | 0     |
| Porto Portugal                                                                            | Total club    | Total club    | 0     | 0     | 0      | 0      | 1          | 0          | 0        | 0        | 1     | 0     |
| Gil Vicente Portugal                                                                      | 2.ª           | 2009-10       | 1     | 0     | 0      | 0      | 2          | 0          | -        | -        | 3     | 0     |
| Gil Vicente Portugal                                                                      | Total club    | Total club    | 1     | 0     | 0      | 0      | 2          | 0          | -        | -        | 3     | 0     |
| Vitória Setúbal Portugal                                                                  | 1.ª           | 2009-10       | 3     | 0     | 0      | 0      | 1          | 0          | -        | -        | 4     | 0     |
| Vitória Setúbal Portugal                                                                  | Total club    | Total club    | 3     | 0     | 0      | 0      | 1          | 0          | -        | -        | 4     | 0     |
| Covilhã Portugal                                                                          | 2.ª           | 2010-11       | 22    | 0     | 1      | 0      | 3          | 0          | -        | -        | 26    | 0     |
| Covilhã Portugal                                                                          | Total club    | Total club    | 22    | 0     | 1      | 0      | 3          | 0          | -        | -        | 26    | 0     |
| União Leiria Portugal                                                                     | 1.ª           | 2011-12       | 25    | 0     | 1      | 0      | 0          | 0          | -        | -        | 26    | 0     |
| União Leiria Portugal                                                                     | Total club    | Total club    | 25    | 0     | 1      | 0      | 0          | 0          | -        | -        | 26    | 0     |
| CFR Cluj · Rumania                                                                        | 1.ª           | 2012-13       | 27    | 0     | 5      | 0      | 0          | 0          | 13       | 0        | 45    | 0     |
| CFR Cluj · Rumania                                                                        | Total club    | Total club    | 27    | 0     | 5      | 0      | 0          | 0          | 13       | 0        | 45    | 0     |
| Dinamo Zagreb · Croacia                                                                   | 1.ª           | 2013-14       | 28    | 0     | 5      | 0      | -          | -          | 12       | 0        | 45    | 0     |
| Dinamo Zagreb · Croacia                                                                   | 1.ª           | 2014-15       | 29    | 0     | 5      | 0      | -          | -          | 12       | 0        | 46    | 0     |
| Dinamo Zagreb · Croacia                                                                   | 1.ª           | 2015-16       | 13    | 0     | 0      | 0      | -          | -          | 8        | 0        | 21    | 0     |
| Dinamo Zagreb · Croacia                                                                   | Total club    | Total club    | 70    | 0     | 10     | 0      | -          | -          | 32       | 0        | 112   | 0     |
| Norwich City Inglaterra                                                                   | 1.ª           | 2015-16       | 10    | 0     | 0      | 0      | -          | -          | -        | -        | 10    | 0     |
| Norwich City Inglaterra                                                                   | 2.ª           | 2016-17       | 37    | 1     | 1      | 0      | 4          | 0          | -        | -        | 38    | 1     |
| Norwich City Inglaterra                                                                   | 2.ª           | 2017-18       | 35    | 2     | 2      | 0      | 4          | 0          | -        | -        | 41    | 2     |
| Norwich City Inglaterra                                                                   | 2.ª           | 2018-19       | 3     | 0     | 0      | 0      | 2          | 0          | 0        | 0        | 5     | 0     |
| Norwich City Inglaterra                                                                   | Total club    | Total club    | 85    | 3     | 3      | 0      | 6          | 0          | 0        | 0        | 94    | 3     |
| Total carrera                                                                             | Total carrera | Total carrera | 233   | 5     | 20     | 0      | 17         | 0          | 45       | 0        | 311   | 3     |
| (1) Incluye Liga de Campeones de la UEFA, Liga Europea de la UEFA y Supercopa de Rumania. |               |               |       |       |        |        |            |            |          |          |       |       |

### Selección nacional
| Selección       | Temporada     | Encuentros | Encuentros |
| Selección       | Temporada     | Part.      | Goles      |
| --------------- | ------------- | ---------- | ---------- |
| sub-16 Portugal | 2005          | 2          | 0          |
| sub-16 Portugal | Total         | 2          | 0          |
| sub-17 Portugal | 2006-2007     | 12         | 0          |
| sub-17 Portugal | Total         | 12         | 0          |
| sub-18 Portugal | 2007-2008     | 3          | 0          |
| sub-18 Portugal | Total         | 3          | 0          |
| sub-19 Portugal | 2008-2009     | 11         | 0          |
| sub-19 Portugal | Total         | 11         | 0          |
| sub-21 Portugal | 2011-2012     | 6          | 0          |
| sub-21 Portugal | Total         | 6          | 0          |
| Total carrera   | Total carrera | 34         | 0          |

## Palmarés

### Títulos nacionales
| Título                  | Club                   | País       | Año     |
| ----------------------- | ---------------------- | ---------- | ------- |
| Primera Liga de Croacia | G. N. K. Dinamo Zagreb | Croacia    | 2013-14 |
| Primera Liga de Croacia | G. N. K. Dinamo Zagreb | Croacia    | 2014-15 |
| Copa de Croacia         | G. N. K. Dinamo Zagreb | Croacia    | 2014-15 |
| Primera Liga de Croacia | G. N. K. Dinamo Zagreb | Croacia    | 2015-16 |
| Copa de Croacia         | G. N. K. Dinamo Zagreb | Croacia    | 2015-16 |
| EFL Championship        | Norwich City F. C.     | Inglaterra | 2018-19 |
| Supercopa de Croacia    | G. N. K. Dinamo Zagreb | Croacia    | 2019    |